# Radosavska
Radosavska je naselje v mestu Banjaluka, Bosna in Hercegovina. 

## Deli naselja
Grahovci, Jakovljevići, Kasalovići, Plavljani, Radosavska, Radovančevići in Sandalj.

## Prebivalstvo
| Pregled števila prebivalcev po letih | Pregled števila prebivalcev po letih | Pregled števila prebivalcev po letih | Pregled števila prebivalcev po letih | Pregled števila prebivalcev po letih | Pregled števila prebivalcev po letih |
| ------------------------------------ | ------------------------------------ | ------------------------------------ | ------------------------------------ | ------------------------------------ | ------------------------------------ |
| 1948                                 | 1953                                 | 1961                                 | 1971                                 | 1981                                 | 1991                                 |
| -                                    | -                                    | 920                                  | 861                                  | 734                                  | 514                                  |

| Narodna sestava prebivalstva po letih                                                                                      | Narodna sestava prebivalstva po letih                                                                                       | Narodna sestava prebivalstva po letih                                                                                       |
| --- | --- | --- |
| 1971 | 1981 | 1991 |
| . skupaj: 861 Srbi 855 (99,30 %) Hrvati 1 (0,11 %) Muslimani 0 (0,00 %) Jugoslovani 0 (0,00 %) drugi in neznano 5 (0,58 %) | . skupaj: 734 Srbi 716 (97,54 %) Hrvati 2 (0,27 %) Muslimani 0 (0,00 %) Jugoslovani 15 (2,04 %) drugi in neznano 1 (0,13 %) | . skupaj: 514 Srbi 493 (95,91 %) Hrvati 3 (0,58 %) Muslimani 0 (0,00 %) Jugoslovani 5 (0,97 %) drugi in neznano 13 (2,52 %) |